# Couvent des Bénédictines de Baugé
Le couvent des Bénédictines est un couvent situé à Baugé-en-Anjou, en France.

## Localisation
Le couvent est situé dans le département français de Maine-et-Loire, sur la commune de Baugé-en-Anjou.

## Historique
L'édifice est inscrit au titre des monuments historiques en 1997.